# الزراعة في إريتريا

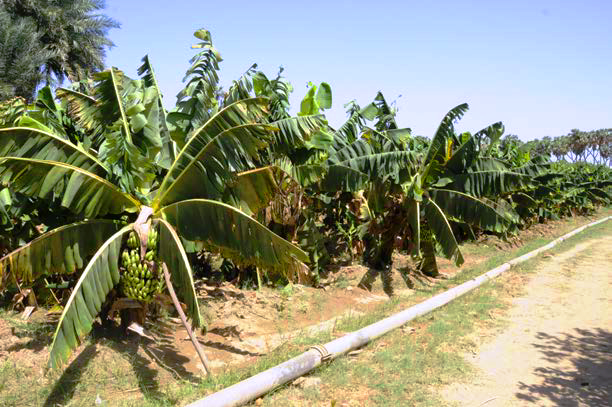
اشجار الموز في إريتريا

الزراعة هي النشاط الاقتصادي الرئيسي في إريتريا. يعمل 80٪ من القوة العاملة الإريترية في الزراعة. تشكل الزراعة 11٪ من قيمة الاقتصاد الأوسع. تمتلك إريتريا 565،000 هكتار (1،396،000 فدان) من الأراضي الصالحة للزراعة والمحاصيل الدائمة.

## التاريخ
شهدت الزراعة في إريتريا تحسنا كبيرا على مدى السنوات الأخيرة. بعد حرب الاستقلال الإريترية، كانت الزراعة واحدة من القطاعات العديدة التي تم تدميرها بالكامل. منذ ذلك الحين، تم إجراء استثمارات كبيرة في الزراعة وتم شراء مشتريات بقيمة ملايين الدولارات من الآلات الزراعية وتم بناء مئات السدود.

## المنتجات الزراعية
وتشمل المنتجات الزراعية الرئيسية في إريتريا الذرة الرفيعة والدخن والشعير والقمح والبقوليات والخضروات والفواكه والسمسم وبذور الكتان والأبقار والأغنام والماعز والجمال.

## الإنتاج
الأنتجت إريتريا في 2018:
- 140 ألف طن من السورغم؛
- 68 ألف طن من الشعير.
- 58 ألف طن من الخضار.
- 52 ألف طن من جذور و درنات.
- 31 ألف طن من الحبوب.
- 29 ألف طن من البقول.
- 28 ألف طن من القمح.
- 23 ألف طن من الدخن.
- 19 ألف طن من الذرة؛
- 14 ألف طن من البذور الزيتية.

بالإضافة إلى إنتاج أقل من المنتجات الزراعية الأخرى.